# Rudolf Wolters
Rudolf Wolters (født 3. august 1903, død 7. januar 1983) var en tysk arkitekt og byplanlægger, der var kendt for sit venskab med Nazi-Tysklands rustningsminister Albert Speer. Han arbejdede for Speer og da Speer sad i Spandau-fængslet modtog Wolters mange papirer fra Speer som han opbevarede for Speer indtil han blev løsladt. Efter Speers løsladelse gik deres venskab langsomt i opløsning og de mødtes ikke de sidste 10 år af hans liv.